# Pietro Calepio (1693-1762)
Pietro Calepio (Calepio, 13 gennaio 1693 – Bergamo, 20 febbraio 1762) è stato uno scrittore italiano.

## Biografia
Pietro Calepio nacque a Castelli Calepio nel castello di proprietà della famiglia comitale dei Calepio da Orazio giurisdicente per la Serenissima che occupava e governava i territori del bergamasco, e da Maria Stampa. Pietro fu un letterato che visse sempre nell'ombra non amando la notorietà.
Pietro compì i primi studi in famiglia e presso alcuni canonici, venendo poi mandato a Brescia ad approfondire le materie scolastiche nel collegio di Sant'Antonio raggiungendo ottimi risultati in particolare in francese e nelle lingue antiche. Nel 1710 proseguì il percorso scolastico a Roma con l'approfondimento delle materie giuridiche come desiderio paterno che lo voleva suo sostituto a Bergamo. 
Pietro a Roma, approfondì le lingue antiche, greco e latino e l’archeologia laureandosi però in giurisprudenza. Approfondì anche lo studio classico frequentando le accademie arcaiche negli anni dal 1613 al 1616 con Agesindo Grunidi e Gian Vincenzo Gravina, letterati e poeti che lo porteranno a scrivere il Paragone della poesia tragica d'Italia con quella di Francia. 
Negli anni romani, durante le frequentazioni accademiche, Pietro recitò poesie e poemi interessandosi alla poesia passione che abbandonerà mai. In quel periodo scrisse due lavori letterari: Perdicca e il Seleuco che poi distrusse.
Terminati gli studi romani si trasferì in Francia per approfondire la lingua, tornando nel 1617 a Bergamo definitivamente svolse la funzione di giusdicente come il padre e dove si sposò nel 1430 con Maria Caterina Colleoni dalla quale ebbe due figli: Trussardo e Galeazzo. Nella città orobica morì nel 1762. 
Malgrado questa sua costante presenza a Bergamo ebbe un'intensa attività epistolare con lo scrittore svizzero Johann Jakob Bodmer: il suo testo Briefwechsel von der Natur des poetischen Geschmakes pubblicato nel 1736 contiene alcuni testi del Calepio rimaneggiati. Malgrado i due letterati non si fossero mai incontrati, intensa fu la loro amicizia, grazie anche alla conoscenza di entrambi di Caspar von Muralt e proprio a lui il Calepio inviò nel 1747 la Lettera sui costumi italiani poi tradotta in francese e pubblicata sul Bibliothèque Italique dal 1728 al 1731.
Il testo di Pietro Calepio, che descriveva le caratteristiche dell'italiano, non poté certo presentare la situazione di tutto il territorio italico, ma portò a considerare come non vi fossero regole comuni, soffermandosi poi su alcuni aspetti particolari. Fra questi il ruolo femminili a cui si dava poco valore e considerazione perché ritenute di grado inferiore sia in famiglia che in ambito pubblico, con eccezione di Torino, Venezia e Genova dove queste rincorrono le mode straniere. Si soffermò sul mal funzionamento degli istituti scolastici con la completa mancanza da parte della famiglie di assecondare le attitudini dei figli. Denunciò pure l'ozio in cui già da lungo tempo vive la maggior parte de' nobili, siccome per lo passato così pure ora contribuisce non poco alla loro dissolutezza. Il tutto scritto con chiarezza e sincerità dichiarando che sarebbe stato l'antico, l'arcaico della storia italiana a riportare la gente agli antichi valori

## Opere
- autore J. J. Bodmer-P. Calepio, Briefwechsel von der Natur des poetischen Geschmackes, Zurigo, 1736.
- (FR) capitolo=Lettre de Mr… sur le caractère des Italien, Bibl. Italique III, 1728,  pp. 205-2510. Traduzione del Descrizione de' costumi italiani poi ripubblicato a cura di S. Romagnoli nel 1962
- (FR) capitolo=Lettre de Mr… sur le caractère des Italiem, Bibl. Italique IV, 1729,  pp. 1-28.
- (FR) capitolo=Lettre de Mr… sur le caractère des Italiem, Bibl. Italique VI, 1729,  pp. 220-255.
- (FR) capitolo=Lettre de Mr… sur le caractère des Italiem, Bibl. Italique VII, 1730,  pp. 129-150.
- (FR) capitolo=Lettre de Mr… sur le caractère des Italiem, Bibl. Italique VIII, 1730,  pp. 126-164.
- (FR) capitolo=Lettre de Mr… sur le caractère des Italiem, Bibl. Italique IX, 1730,  pp. 180-230.
- (FR) capitolo=Lettre de Mr… sur le caractère des Italiem, Bibl. Italique x, 1731,  pp. 105-127.
- Paragone della poesia tragica d'Italia con quella di Francia, Zurigo, 1732. Il testo fu ripubblciato a Venezia nel 1770 con una lettera di Mazzoni sulla vita dell’autore scritta dal conte Marco Tomini Foresti e una prefazione del figlio Galeazzo, originali conservati preso l’Archivio Calepio della Biblioteca civica Angelo Mai
- Apologia del Edippo di Sofocle contra le censure del signor di Voltaire, Zurigo, 1742. inserito a cura di M. Scotti nel Giornale storico della letteratura italiana n. CXXXIX, anno 1962 alle pagine 392-423
- Rime diverse-Poesie scritte per cerimonie e occasioni religiose, 1732 -1760.Le riedizioni sono inserite in ‘’Bergomun’’ del luglio e settembre 1946 pagine 99-109.
- C. Caversazzi (a cura di), Pater Noster con annotazioni personal.
- C. Bascetta (a cura di), Lettera sulla storia dell'ortografia italiana (Una breve storia settecentesca dell'ortografia italiana).
- La lettera di Pietro Calepio a C. von Muralt, CXXIII, Atti dell'Istituto veneto di scienze, lettere ed arti, classe di scienze morali e lettere, 1964-65,  pp. 117-156.

Gli scritti di Pietro si conservano nell’Archivio Calepio presso la Biblioteca civica Angelo Mai di Bergamo faldone 89, e a Brera presso la Biblioteca Nazionale.